# مسجد زيارات شريف
مسجد زيارات شريف هو عبارة عن مسجد ومدارسة دينية يقع في ولاية كيرلا منطقة بدون من أتر برديش جنوب الهند , وقد تم تصميم المبنى من قبل حضرة الشاه سقلاين ميان , ويحتوي المبنى أيضا على قبر حضرة الشريف الشاه سقلاين ميان , ويأتي الناس من جميع أنحاء البلاد لزيارة قبر الشريف , وتسمى هذه الزيارة زيارات , ومن هنا جاء اسم هذا المسجد زيارات شريف .

## التاريخ
تعد المدارس الدينية في مسجد زيارات شريف أقدم مدرسة دينية في مدينة ككرالا , الهدف الرئيسي للمؤسسة القائمة بالمسجد هو نقل التعليم إلى الطلاب الأقل حظا في الحصول عليه , توفر هذه المدارس الدينية الإسلامية فضلا عن التعليم دراسة الحديث للطلاب الذين يأتون من مختلف أنحاء شمال الهند لمتابعة التعليم الإسلامي .

## الموقع
يقع المسجد جنوب الهند في أتر برديش وفقا للاحداثيات التالية :  .